# Kahlur
Lo Stato di Bilaspur (o stato di Khalur) fu uno stato principesco del subcontinente indiano, avente per capitale la città di Bilaspur.

## Storia
Secondo i racconti mitici locali compilati durante il regno del raja Hira Chand, lo stato venne fondato nell'anno 697 da Bir Chand. Dopo che Kahal Chand ebbe costruito il Forte di Kahlur lo stato venne rinominato con tale nome. Inizialmente la capitale dello stato era posta in un luogo chiamato Jhandbari — oggi nel distretto di Hoshiarpur — e quindi venne trasferita presso il forte di Kahlur, ma venne successivamente spostata in maniera definitiva a Bilaspur da Dip Chand, XXXII raja di Kahlur (regnante dal 1663 al 1665). Dal XVIII secolo i regnanti dello stato di Bilaspur furono patroni delle arti di stile pittura Kangra.
Lo stato di Bilaspur divenne un protettorato britannico nel 1815 sotto il raja Mahan Chand. Il raja Anand Chand fu l'ultimo regnante dello stato e Pandit Sant Ram fu l'ultimo suo primo ministro. Quando Bilaspur entrò a far parte dell'India il 12 ottobre 1948, Bilaspur mantenne la propria identità separata come stato di tipo C all'interno dell'Unione indiana. Il Raja venne nominato commissario dello stato col compito di guidare il processo di annessione dello stato. Negli anni successivi, dopo che il raja ebbe dato le proprie dimissioni, il suo primo ministro Chhabra, venne nominato governatore per conto dello stato indiano e resse temporaneamente le sorti di Bilaspur.
Dal 26 gennaio 1950 Bilaspur venne amministrato separatamente e venne incorporato nella provincia di Himachal Pradesh solo nel 1954.

## Governanti
I governanti dello stato di Bilaspur avevano il titolo di raja.
1. Bir Chand, fondatore; (697-730) o fl.880
2. Udhran Chand
3. Jaskarn Chand
4. Madanbrahm Chand
5. Ahl Chand
6. Kahal Chand
7. Slar Chand
8. Men Chand
9. Sen Chand
10. Sulkhan Chand
11. Kahn Chand. Conquistò Hindur, area che costituì in stato separato affidato al governo del suo secondogenito.
12. Ajit Chand (figlio di Khan Chand)
13. Gokul Chand
14. Udai Chand, (r. 1133-1143)
15. Gen Chand
16. Pruthvi Chand
17. Sangar Chand, (r. 1197-1220)
18. Megh Chand, (r. 1220-1251)
19. Dev Chand
20. Ahim Chand
21. Abhisand Chand, (r. 1302-1317)
22. Sampurn Chand (r.1317-1355)
23. Rattan Chand (r.1355-1406)
24. Narandar Chand
25. Fath Chand
26. Pahar Chand
27. Ram Chand
28. Uttam Chand
29. Gyan Chand (r. 1518-1555)
30. Bikram Chand (r. 1555-1593)
31. Sultan Chand (r. 1593-1600)
32. Kalyan Chand (r. 1600-1636)
33. Tara Chand (r. 1636-1653)
34. Dip Chand (r. 1653-1665)
35. Bhim Chand (r. 1665-1692)
36. Ajmer Chand (r. 1692-1728)
37. Devi Chand (r. 1738-1778)
38. Mahan Chand (r. 1778-1824)
39. Kharak Chand (r. 1824-marzo 1839)
40. Jagat Chand (r. marzo 1839-1850)
41. Hira Chand (r. marzo 1850-gennaio 1883)
42. Amar Chand (r. gennaio 1883-gennaio 1889)
43. Bijai Chand (r. 3 febbraio 1889 - 18 febbraio 1927)
44. Anand Chand (r. 18 febbraio 1927 - 1948)

### Principi pretendenti
1. Anand Chand (r. 1948 - 12 ottobre 1983)
2. Gopal Chand (r. 26 ottobre 1983-oggi)